# August Borsig

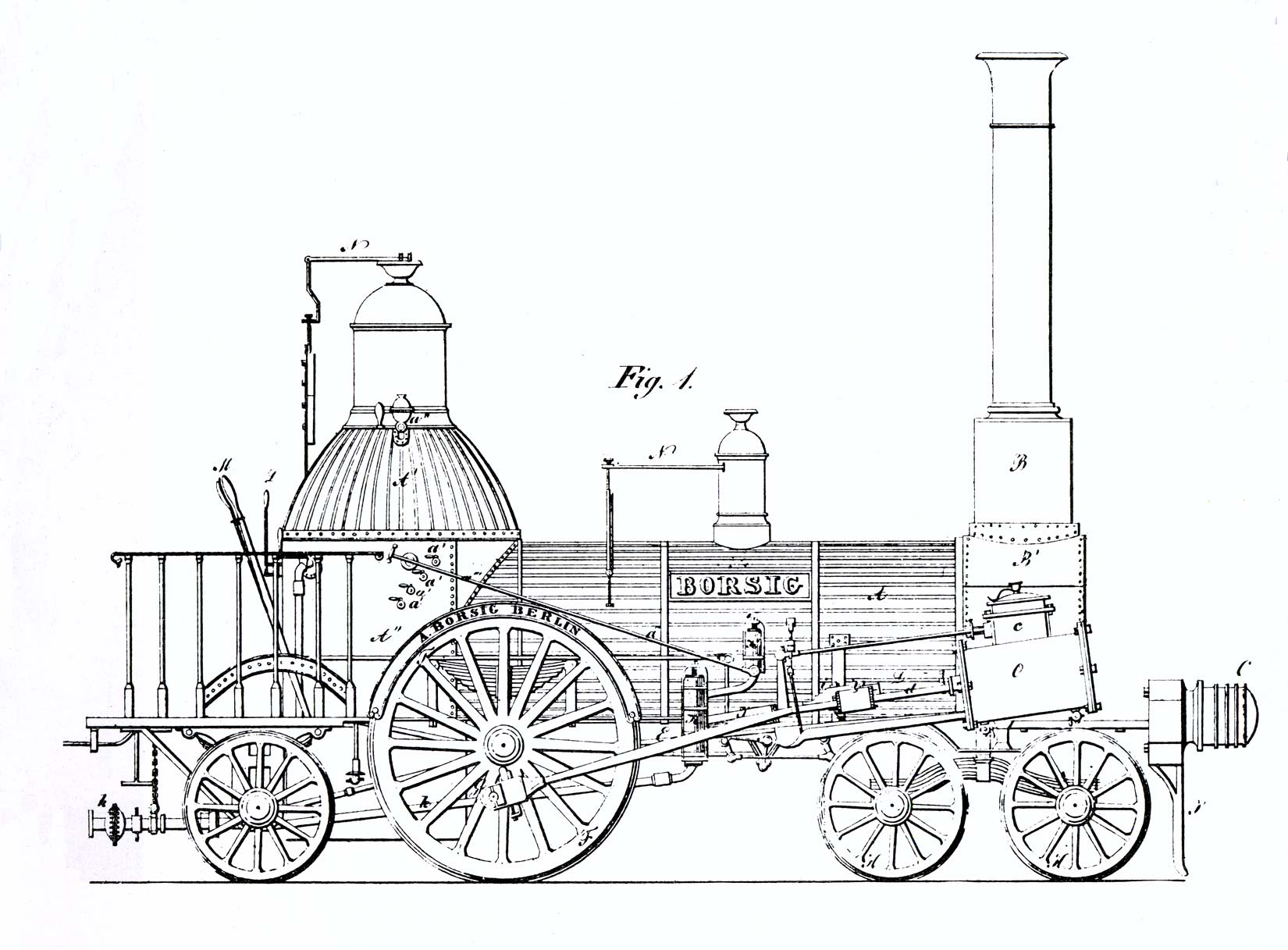
August Borsigs ritning på Borsigs första lokomotiv, 1840

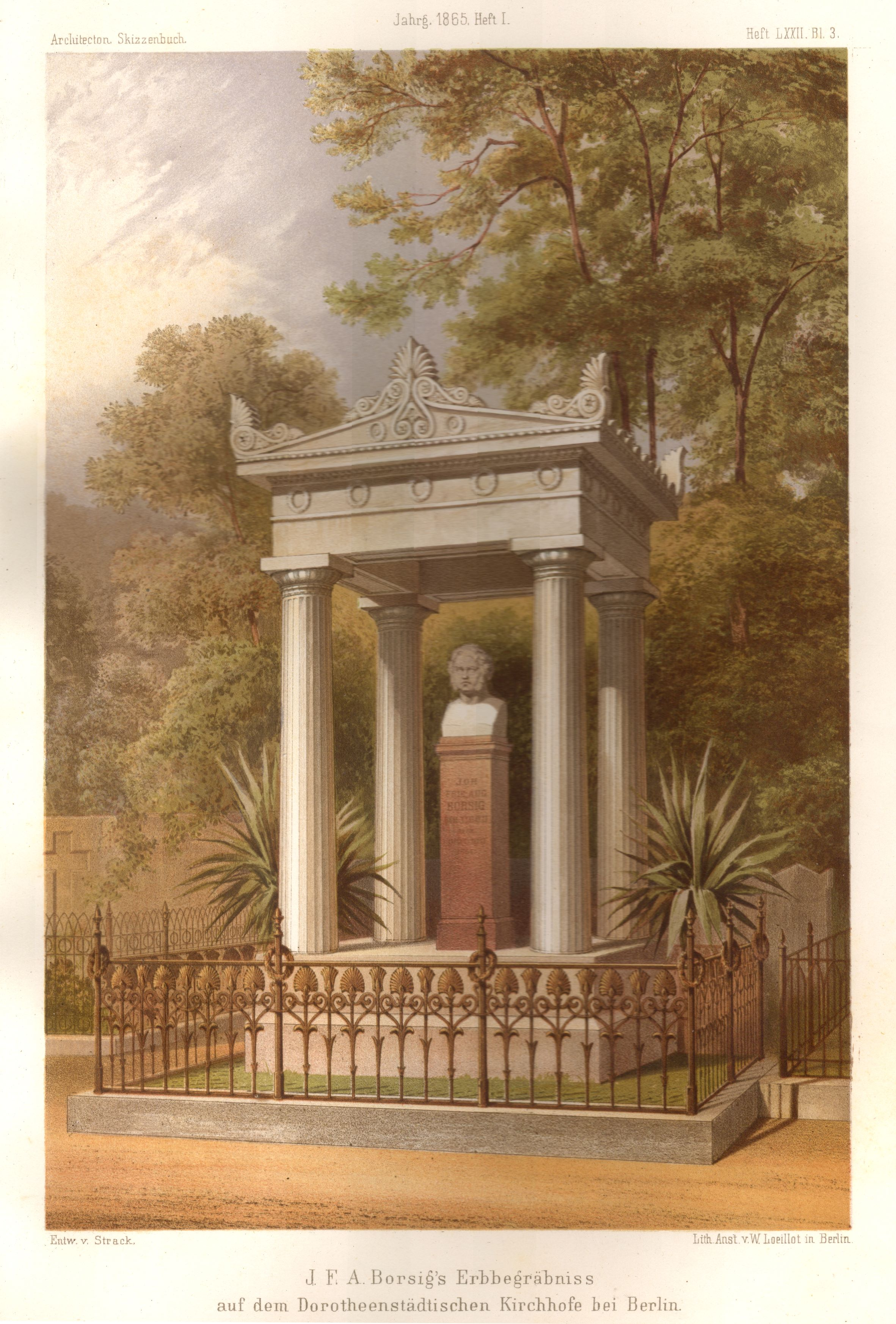
August Borsigs begravningsplats på Dorotheenstädtischer Friedhof.

Johann Friedrich August Borsig, född 23 juni 1804 i Breslau, död 6 juli 1854 i Berlin, var en industriman och grundare av Borsig. Han var far till Albert Borsig.
Borsig anställdes 1825 vid F.A. Egells maskinfabrik i Berlin, vars järngjuteri han förestod till 1836. Vid nämnda tid hade byggandet av järnvägar blivit en livsfråga även för Tyskland, och Borsig anlade därför en maskinverkstad utanför Oranienburger Tor vid Berlin. 
I början (1837) sysselsatte han endast 50 arbetare, men redan 1847 uppgick arbetarnas antal till 1 200, och 1864 hade det stigit till 1 800. I Borsigs verkstäder byggdes huvudsakligen lokomotiv och andra maskiner för de preussiska järnvägarnas behov. Den ofantliga förbrukningen av järn och stål bestämde honom 1847 för anläggandet av ett järnverk i största skala i förstaden Moabit vid Berlin. Han dog 1854, just som han inköpt kolgruvor i Schlesien för att göra företaget ännu mer oberoende.